# Verkhni (Razdólnaia)
|  | Per a altres significats, vegeu «Verkhni». |

Verkhni - Верхний (rus) - és un khútor del krai de Krasnodar, a Rússia. Es troba a la vora del riu Kirpili. És a 9 km al sud-est de Korenovsk i a 53 km al nord de Krasnodar.
Pertany a l'stanitsa de Razdólnaia.